# Roydale Engineering
Die Roydale Engineering Co. Ltd. war ein britischer Automobilhersteller in Huddersfield (Yorkshire).
1908 wurden zwei Modelle konventioneller Tourenwagenbauart angeboten. Beide besaßen wassergekühlte Vierzylinder-Reihenmotoren. Der 3861 mm lange und 1.600 mm breite 20 hp hatte 3,2 l Hubraum und einen Radstand von 2896 mm zu bieten, der 4013 mm lange und 1524 mm breite 25 hp 3,9 l Hubraum und einen Radstand von 2946 mm.
Im Folgejahr ersetzte der 18 hp den 20 hp. Die Motorisierung war gleich geblieben, aber der Radstand sank auf 2845 mm, die Länge stieg auf 3937 mm und Breite sank auf 1524 mm.
1910 war der Roydale wieder vom Markt verschwunden.

## Modelle
| Modell | Bauzeitraum | Zylinder | Hubraum  | Radstand |
| ------ | ----------- | -------- | -------- | -------- |
| 20 hp  | 1908        | 4 Reihe  | 3190 cm³ | 2896 mm  |
| 25 hp  | 1908–1909   | 4 Reihe  | 3929 cm³ | 2946 mm  |
| 18 hp  | 1909        | 4 Reihe  | 3190 cm³ | 2845 mm  |

## Quelle
- David Culshaw & Peter Horrobin: The Complete Catalogue of British Cars 1895–1975. Veloce Publishing plc. Dorchester (1999). ISBN 1-874105-93-6